# Декло (Ајдахо)
Декло (енгл. Declo) град је у америчкој савезној држави Ајдахо.

## Демографија
По попису из 2010. године број становника је 343, што је 5 (1,5%) становника више него 2000. године.
| Група             | 2000.       | 2010.       |
| Белци             | 243 (71,9%) | 282 (82,2%) |
| Афроамериканци    | 2 (0,6%)    | 0 (0,0%)    |
| Азијати           | 0 (0,0%)    | 0 (0,0%)    |
| Хиспаноамериканци | 92 (27,2%)  | 52 (15,2%)  |
| Укупно            | 338         | 343         |